# Кинг-Ков
Кинг-Ков (англ. King Cove; алеут. Agdaaĝux̂) — город в боро Восточные Алеутские острова, штат Аляска, США.

## География
Расположен на тихоокеанском побережье полуострова Аляска, в 29 км к юго-востоку от городка Колд-Бей и примерно в 1006 км к юго-западу от Анкориджа. По данным Бюро переписи населения США общая площадь города составляет 77,2 км², из них примерно 65,4 км² — суша и 11,7 км² — водные поверхности.

## Население
По данным переписи 2010 года население города составляло 938 человек. Расовый состав: коренные американцы (46,72 %), белые (15,03 %), афроамериканцы (1,64 %), азиаты (26,77 %), население островов Тихого океана (0,13 %), представители другой расы (5,93 %), представители двух и более рас (3,79 %). Доля лиц латиноамериканского происхождения любой расы составляет 7,45 %.
Из 170 домашних хозяйств в 45,3 % — воспитывали детей в возрасте до 18 лет, 46,5 % представляли собой совместно проживающие супружеские пары, в 15,9 % семей женщины проживали без мужей, 31,2 % не имели семьи. 25,3 % от общего числа семей на момент переписи жили самостоятельно, при этом 2,9 % составили одинокие пожилые люди в возрасте 65 лет и старше. В среднем домашнее хозяйство ведут 2,90 человек, а средний размер семьи — 3,53 человек.
Доля лиц в возрасте младше 18 лет — 21,3 %; лиц от 18 до 24 лет — 11,9 %; лиц от 25 до 44 лет — 41,0 %; лиц от 45 до 64 лет — 22,7 % и лиц старше 65 лет — 3,0 %. Средний возраст населения — 35 лет. На каждые 100 женщин приходится 147,5 мужчин. На каждые 100 женщин старше 18 лет — 166,2 мужчин.
Средний доход на домашнее хозяйство — $45,893; средний доход на семью — $47,188. Средний доход на душу населения — $17 791.
Динамика численности населения города по годам:
| 1940 | 1950 | 1960 | 1970 | 1980 | 1990 | 2000 | 2010 |
| ---- | ---- | ---- | ---- | ---- | ---- | ---- | ---- |
| 135  | 162  | 290  | 283  | 460  | 451  | 792  | 938  |

## Экономика
Экономика города основана на переработке рыбы и морепродуктов.